# Кухня Екваторіальної Гвінеї

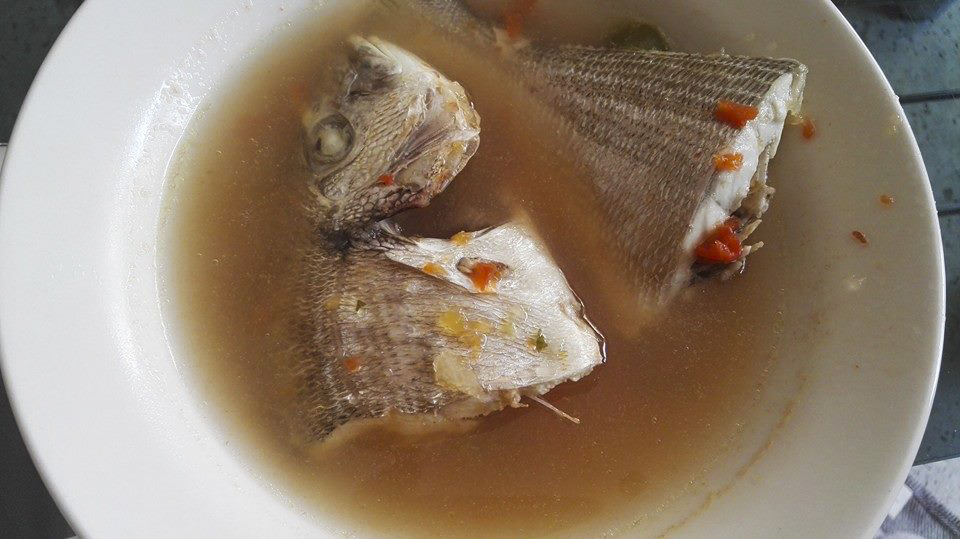
Перцевий суп

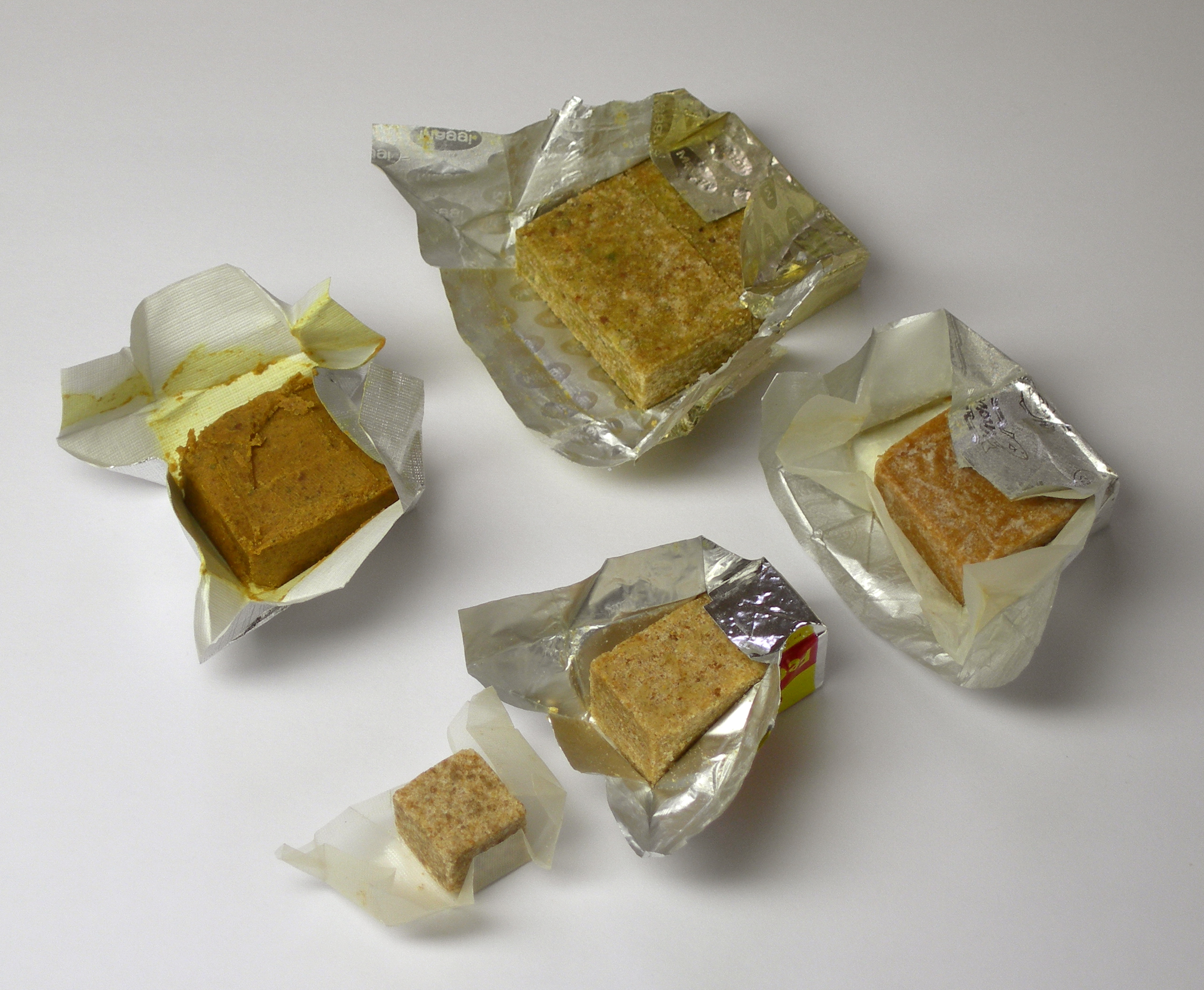
Поширеною практикою у місцевій кулінарії є використання бульйонних кубиків

Кухня Екваторіальної Гвінеї являє собою набір кулінарних традицій різних місцевих племен, на який також вплинули іспанська кухня та кухні деяких інших африканських країн, наприклад, Марокко.
В цілому для кухні Екваторіальна Гвінея характерні екзотичні поєднання інгредієнтів та гострі страви з вираженим смаком. У різних племенах та громадах рецепти можуть відрізнятися, проте інгредієнти та методи їхнього приготування схожі. Так, основу раціону складають супи та рагу. Як гарнір поширені рис, коренеплоди та банани, варені або смажені. Завдяки тропічному клімату у мешканців країни є можливість вирощувати та вживати в їжу безліч овочів, фруктів та пряних трав. Однак у цілому сільське господарство слабо розвинене, і багато хто страждає від нестачі їжі. У той самий час навіть у небагатих сім'ях прийнято влаштовувати щедре святкування на честь свят чи особливих подій.
Прибережне розташування країни та наявність у її складі низки островів сприяє поширенню рибальства, і рибні страви дуже популярні. Крім власне риби, мешканці їдять багато креветок, крабів та інших морепродуктів. Одна з національних страв - перцевий суп на основі риби з овочами.
М'ясні страви вживають менше, переважно з птиці та козлятини. Також у країні прийнято їсти м'ясо диких тварин, аж до таких екзотичних, як крокодили.
Прянощі дуже популярні і додаються до більшості страв. Незважаючи на розповсюдження натуральних спецій, поширеною практикою у місцевій кулінарії є використання бульйонних кубиків.
З іспанської кухні запозичено таку страву, як омлет, а також деякі солодощі, наприклад, пончики.
З напоїв поширені соки тропічних фруктів, вода з цукром та лимоном, з алкоголю — пальмове вино місцевого виробництва, а також імпортні пиво та виноградне вино.